# Geschichte Brandenburgs

Märkischer Adler – Wappen Brandenburgs seit 1170

Die Geschichte Brandenburgs umfasst die Entwicklungen auf dem Gebiet des deutschen Landes Brandenburg von der Urgeschichte bis zur Gegenwart.
Der germanischen Frühbesiedlung, die im 5. Jahrhundert im Zuge der Völkerwanderung stark zurückging, folgten ab dem 6. Jahrhundert von Südosten (Lausitz) her slawische Stämme, die sich in dem weitgehend menschenleeren Gebiet niederließen und im späten 7. Jahrhundert den Berliner Raum erreichten (Siedlungsspuren in Marzahn um 700). Dieser slawischen Besiedlungswelle folgten zwei ostfränkische Expansionen: eine erste noch nicht dauerhaft erfolgreiche ab 928 und eine zweite (Ostsiedlung durch ostfränkische Siedler) ab 1157. Die Wiederinbesitznahme der ererbten Burg Brandenburg durch Albrecht den Bären am 11. Juni 1157 gilt als Geburtsstunde der Markgrafschaft Brandenburg. Der Markgrafschaft folgte die Erhebung zum Kurfürstentum Brandenburg im Jahre 1356, später – infolge der Personalunion und später folgenden Realunion mit dem Herzogtum Preußen – war die Mark Brandenburg mit der Hauptstadt Berlin die territoriale Mitte des Staates Preußen. Nach der Umwandlung in eine Provinz im Jahre 1815 wurde Brandenburg schließlich 1947 im Zuge der Auflösung Preußens als Land Brandenburg neu gegründet, jedoch schon 1952 wieder aufgelöst und im Wesentlichen auf die neuen Bezirke Bezirk Potsdam, Bezirk Frankfurt (Oder) und Bezirk Cottbus aufgeteilt.
Mit der deutschen Wiedervereinigung am 3. Oktober 1990 wurde Brandenburg als Land der Bundesrepublik Deutschland wiedergegründet.

## Vorgeschichte

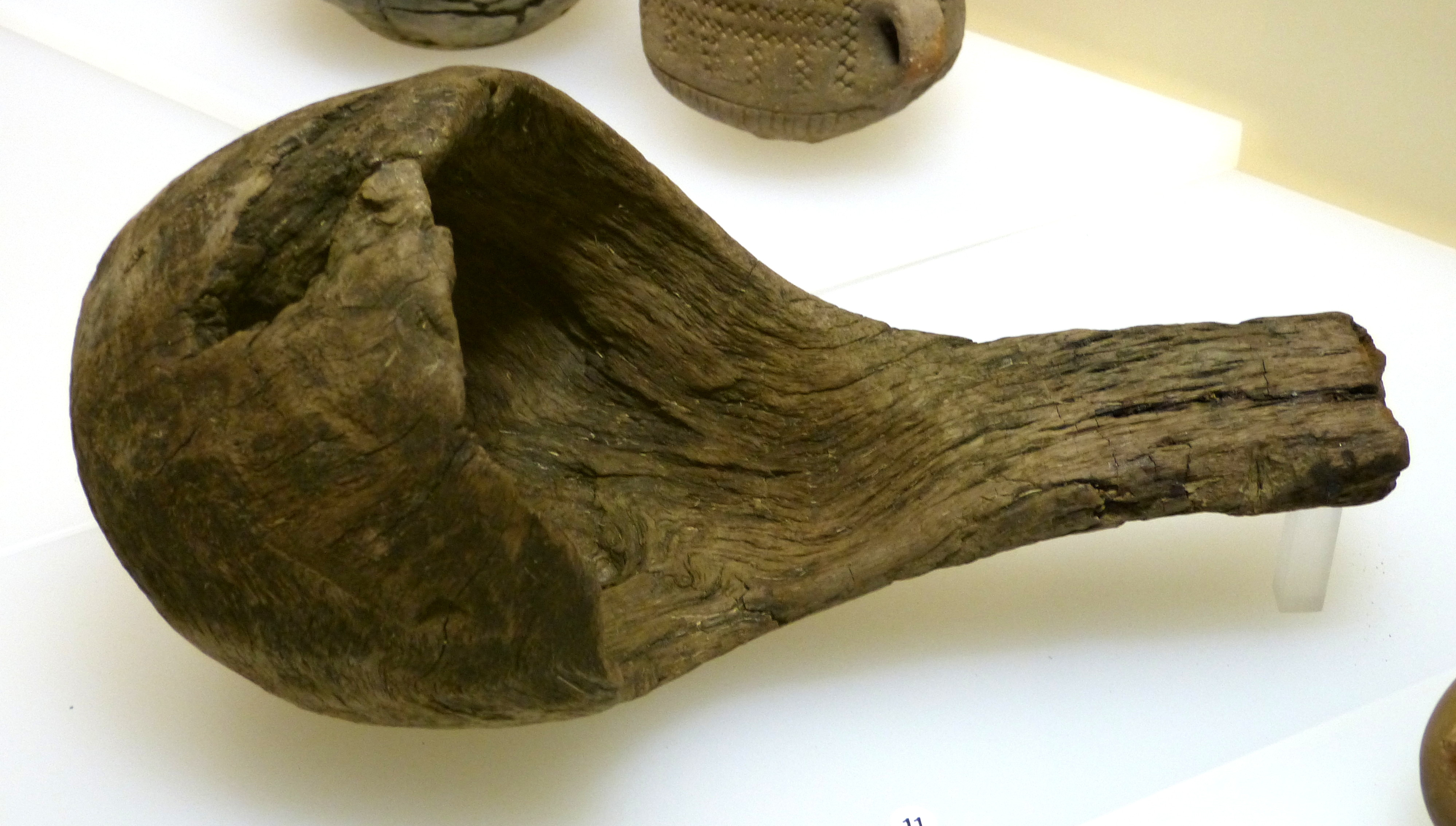
Jungsteinzeitlicher hölzerner Schöpflöffel aus Wustermark, Landkreis Havelland (3400-3000 v. Chr.)

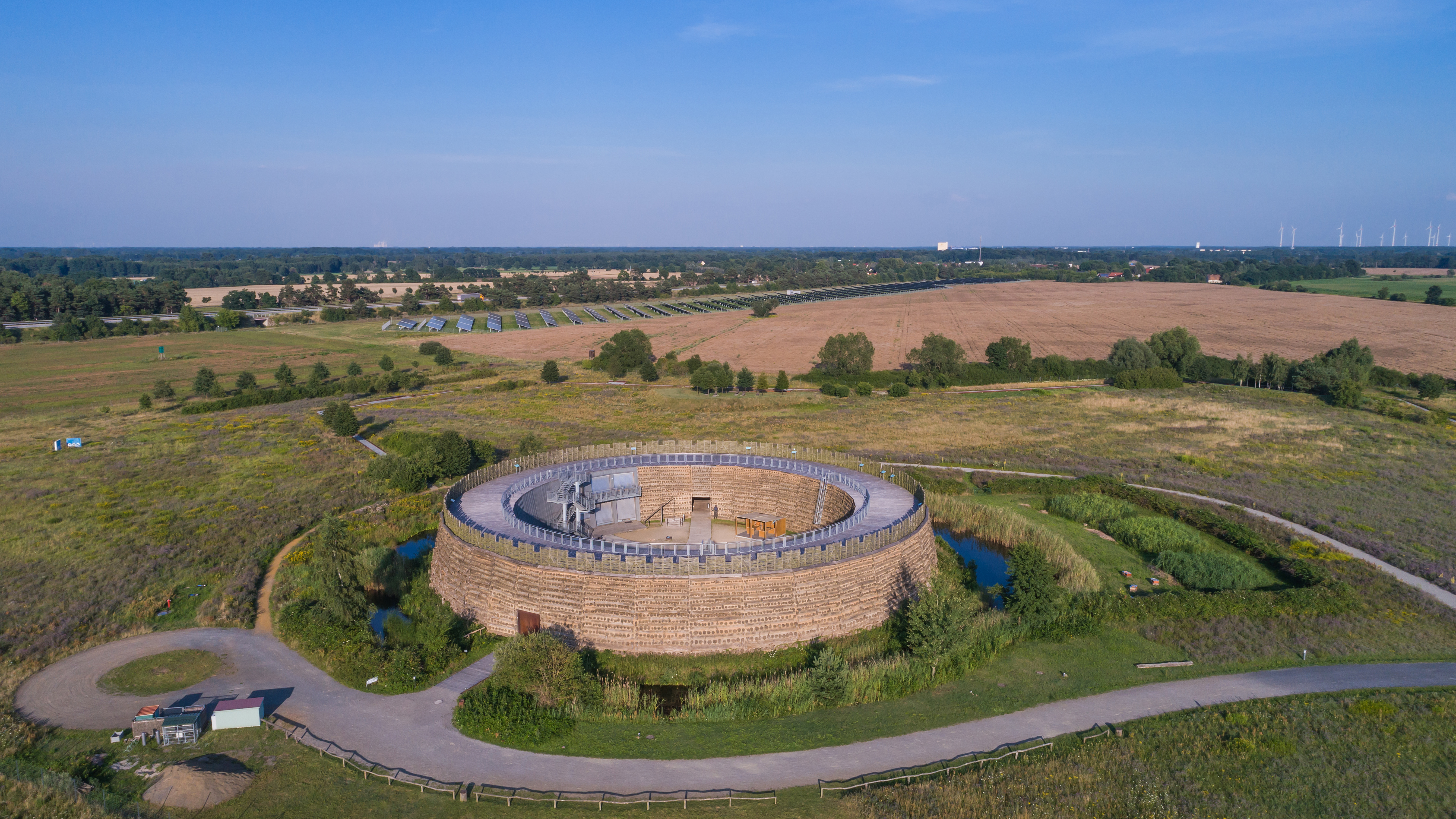
Darstellung einer slawischen Rundburg in der Niederlausitz im 9.–10. Jahrhundert (Slawenburg Raddusch)

Bodenbefunde bezeugen, dass seit der Steinzeit, genauer gesagt seit dem Mittelpaläolithikum vor ca. 130.000 Jahren, Menschen in diesem Gebiet gesiedelt haben. Rund 50.000 Jahre sind die ältesten Funde im Umfeld des Neandertalers alt. Darüber hinaus wurden in Criewen und Groß Fredenwalde in der Uckermark Funde aus der Mittelsteinzeit entdeckt. Zusätzlich fand sich auf dem Weinberg bei Groß Fredenwalde, einem Ortsteil der Gemeinde Gerswalde im Landkreis Uckermark, das mit einem Alter von ca. 7000 Jahren älteste Gräberfeld Deutschlands (siehe Mesolithischer Bestattungsplatz von Groß Fredenwalde). Das heutige Brandenburg war auch in den nachfolgenden Epochen der Jungsteinzeit – allerdings gilt hier das 5. Jahrtausend v. Chr. als „vermutlich der am schlechtesten untersuchte Abschnitt der brandenburgischen Landesgeschichte“ – sowie der Bronze- und Eisenzeit dicht besiedelt.
Im Zuge der Völkerwanderungen verließen die Sueben, der elbgermanische Teilstamm der Semnonen, ab dem 5. Jahrhundert bis auf wenige Restgruppen ihre Heimat an der Havel und Spree in Richtung Oberrhein und Schwaben. Ab dem ausgehenden 7. Jahrhundert zogen in den weitgehend siedlungsleeren Raum Slawen ein (in der Lausitz bereits ab dem 6. Jahrhundert). Für die theoretische Möglichkeit, dass die wenigen verbliebenen Germanen gemeinsam mit den Slawen siedelten, gibt es bisher keinen archäologischen Beleg. Die beiden dominanten Stämme waren die der Heveller und der Sprewanen. Die Sprewanen siedelten östlich der Flüsse Havel-Nuthe. Die Heveller lebten im heutigen Havelland und in der südlich angrenzenden Zauche.
Diese beiden Stämme lagen gelegentlich untereinander und mit angrenzenden Slawenstämmen in kriegerischem Streit um das jeweils beste Siedlungsland. Die Sprewanen und Heveller betrieben Ackerbau, daneben auch Jagd und Fischerei. Die Zahl der Einwohner blieb gering, und somit blieb das Land dünn besiedelt. Allgemein war das Land kulturell wenig erschlossen und galt mehr als Durchgangsland. So wurde das Gebiet nur von einer bedeutenden Straße, der von Magdeburg nach Lebus, durchzogen. Diese verhältnismäßig ruhige Zeit währte bis zum Jahr 928.

## Erste Ostexpansion und Errichtung von Grenzmarken (928 bis 1157)

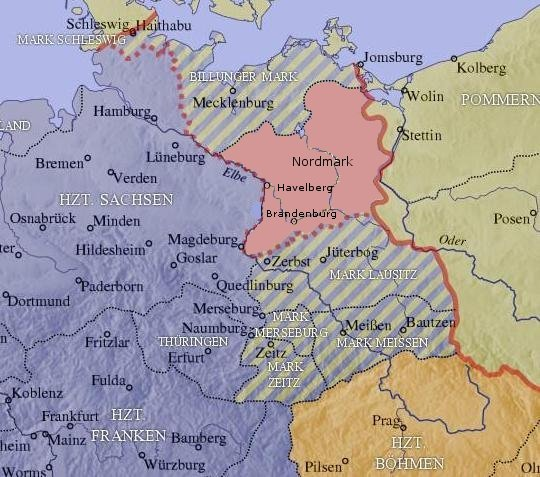
Die Nordmark (Pink) in der territorialen Ausdehnung der Jahre 965 bis 983

In der nun folgenden, so genannten ersten Phase der deutschen Ostexpansion (Ostsiedlung) drang im Jahr 928 das erste Heer des Ostfränkischen Königs Heinrich I. in das Gebiet Brandenburgs ein, um die ansässigen Heveller zu besiegen und zu unterwerfen. Er eroberte die Brandenburg im Winter 928/929, als die Havel zugefroren war. Nach mehreren Schlachten wurden die Slawen bis zur Oder dem deutschen König als Lehnsherr tributpflichtig.
Unter König Otto I. folgte 936 die Einrichtung von Marken, deutschen Grenzregionen im Slawenland. So entstanden zwei Markgrafschaften in den Ostgebieten zwischen Elbe und Oder. Die nördliche (Mark der Billunger) reichte von der Unterelbe bis zur Peene und wurde von Hermann Billung regiert. Die südliche (Sächsische Ostmark) reichte von der Mittelelbe bis zur Saale und wurde von Gero regiert. Dieser schob die Grenzen seiner Mark bis zur Oder vor. Das Bistum Brandenburg und das Bistum Havelberg wurden gegründet und dem Erzbistum Magdeburg unterstellt, dessen Aufgabe die Christianisierung der zwischen Elbe und Oder lebenden slawischen Völkerschaften war. Nach dem Tode des Markgrafen Gero 965 trennte sich die Nordmark von der sächsischen Ostmark.
Im großen Slawenaufstand von 983 verbündeten sich viele slawische Stämme zum Lutizenbund und befreiten sich noch einmal für 150 Jahre von deutscher Herrschaft und Christianisierung. Der Aufstand begann mit dem Überfall auf den Bischofssitz von Havelberg am 29. Juni 983, bei dem der Bischof Dudo getötet wurde. Es folgten die Zerstörung der Burg und des Bischofssitzes Brandenburg und der Altmark. Es gelang unter Führung des Magdeburger Erzbischofs Giselher lediglich, die aufständischen Slawen aus den Gebieten westlich der Elbe fernzuhalten.
Damit endete die erste deutsche Expansionswelle bis zum Zerfall des Lutizenbundes in der Mitte des 11. Jahrhunderts. Die slawischen Stämme blieben zersplittert, sie verfolgten keine einheitlichen Ziele und bekämpften sich weiterhin gegeneinander. In den folgenden eineinhalb Jahrhunderten wurde die spätere Mark Brandenburg allerdings wiederholt von Kriegszügen heimgesucht, die von deutscher und polnischer Seite teils gemeinsam, teils in Konkurrenz zueinander ausgeführt wurden. Ein einheitliches slawisches Staatsgebilde entstand unter diesen Umständen nur vorübergehend, als sich das Reich der Obotriten von der Ostseeküste bis ins Havelland erstreckte.
Im Jahr 1127 kam in der Burg Brandenburg der Hevellerfürst Pribislaw an die Macht. Dieser Fürst erkannte, dass die ständigen Kämpfe sein Volk aufreiben würde. Da er enge Verbindungen zum deutschen Adel pflegte und vom Kaiser offenbar die Krone eines Unterkönigs erlangt hatte, gelang es dem deutschen König, das Heveller-Gebiet, das von der Stadt Brandenburg an der Havel bis Spandau reichte, locker an das Reich zu binden. Die neue Ostgrenze verlief damit zwischen den Stämmen der Heveller und Sprewanen, entlang der Flüsse Havel-Nuthe. Auf der östlichen Seite in Köpenick residierte der Sprewanenfürst Jaxa von Köpenick (Jaxa de Copnic). Da jener polnischer Lehenshoheit unterstand, lag Spandau damals an der Grenze von deutschem und polnischem Einflussbereich.

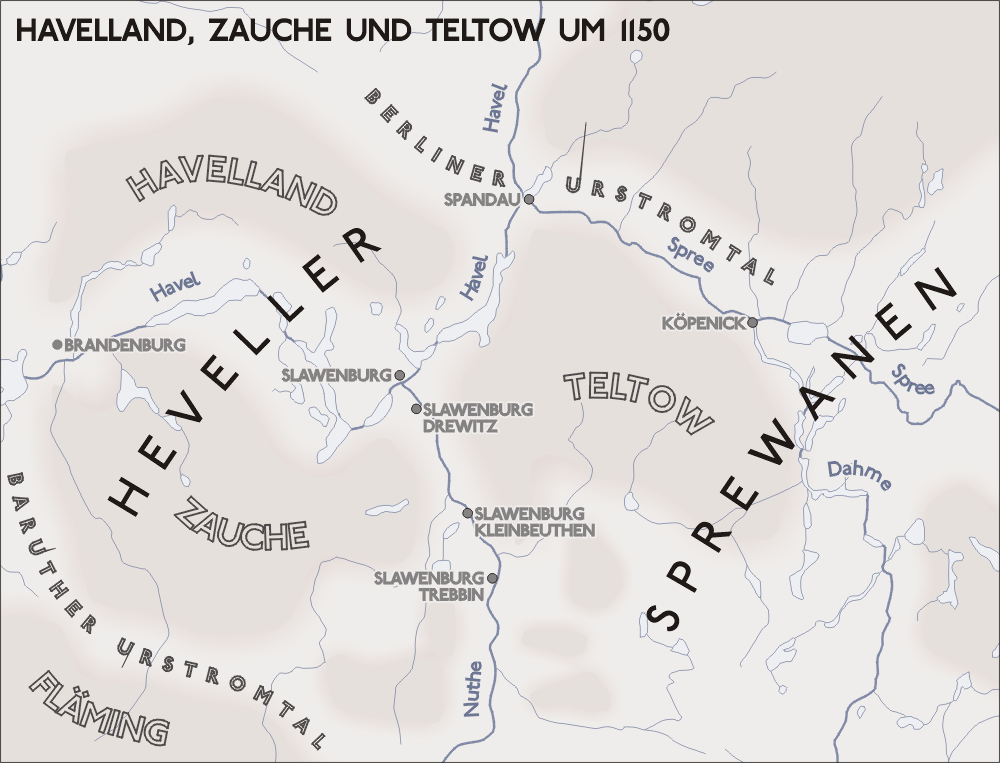
Siedlungsgebiete der großen slawischen Stämme in der Nordmark um 1150

Mit der zweiten Phase der Ostsiedlung trieb Albrecht der Bär die expansionistische Ostpolitik der Askanier entscheidend voran. Dabei erwies er sich als geschickter Diplomat. Seit 1123 pflegte Albrecht gleichberechtigte Beziehungen zu dem zum Christentum übergetretenen Hevellerfürsten Pribislaw-Heinrich. Im Jahr 1134 wurde Albrecht der Bär durch Kaiser Lothar zum Markgrafen der Nordmark ernannt. Der kinderlose Hevellerfürst Pribislaw vererbte sein Land an Albrecht. So konnte Albrecht nach dem Tod des Hevellerfürsten im Jahre 1150 die Residenz der Heveller, die Burg Brandenburg, weitgehend unblutig übernehmen.
Der Sprewanenfürst Jaxa von Köpenick, der mit dem verstorbenen Hevellerfürst Pribislaw-Heinrich möglicherweise verwandt war, erhob nach dessen Tod 1150 ebenfalls Anspruch auf Brandenburg. Schließlich gelang es ihm im Frühjahr 1157 die Burg Brandenburg zu besetzen und die Macht im Hevellerland an sich zu reißen.

## Die Mark Brandenburg (1157–1815)

### Gründung und Herrschaft der Askanier (1157–1320)

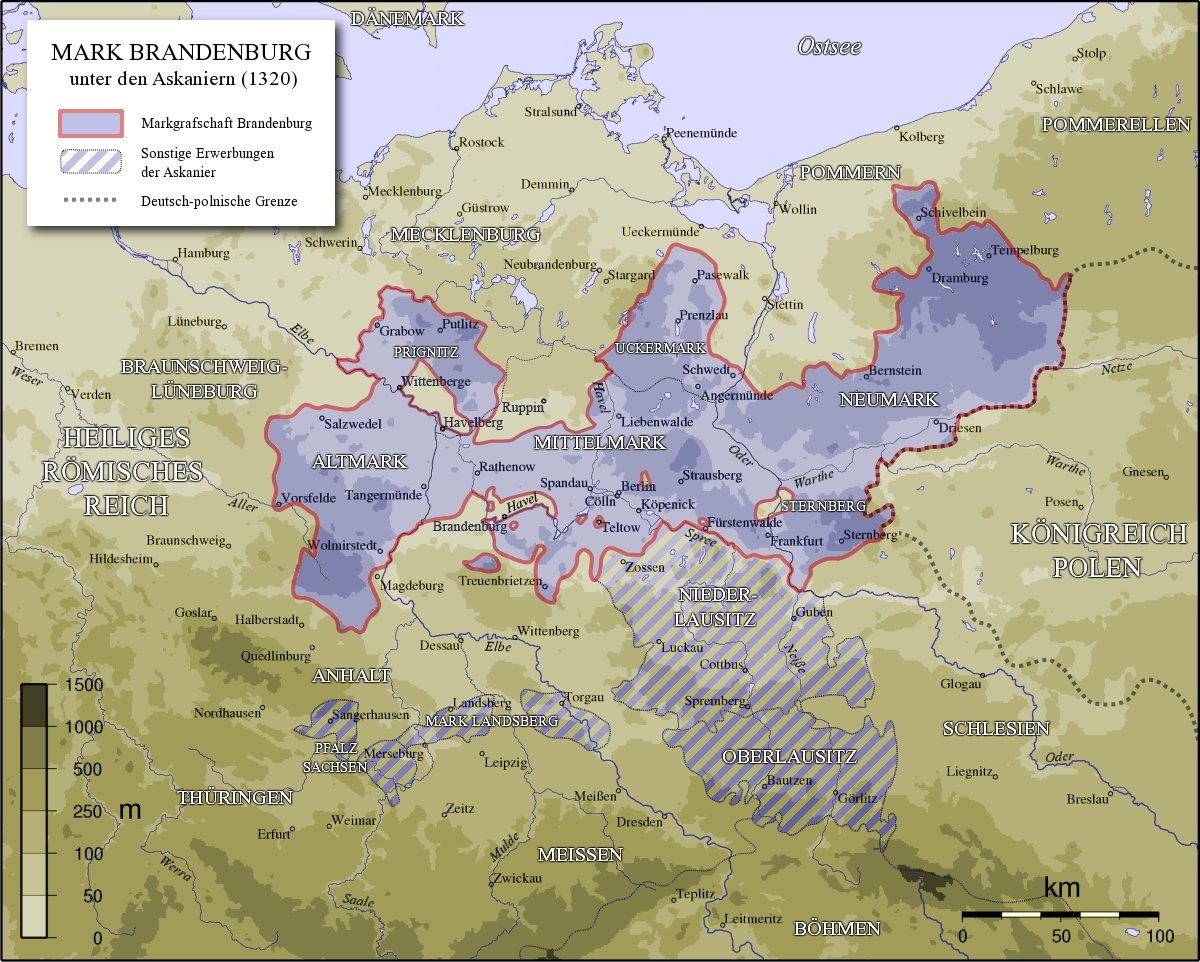
Die Mark Brandenburg unter den Askaniern um 1320

Am 11. Juni 1157 konnte Albrecht der Bär mit blutigen Kämpfen die Burg Brandenburg endgültig wieder in seinen Besitz bringen, Jaxa von Köpenick vertreiben und seine Herrschaft sichern. Vom 3. Oktober 1157 an nannte er sich offiziell Markgraf von Brandenburg (Adelbertus Dei gratia marchio in Brandenborch). Die Altmark, die Prignitz und das Havelland hatten nun einen Mittelpunkt, aus der Nordmark wurde die Mark Brandenburg.
Die territoriale Ausdehnung dieser ersten Mark Brandenburg entsprach nicht der Ausdehnung des heutigen Flächenstaates. Lediglich das Havelland und die Zauche zählten dazu. Erst in den folgenden 150 Jahren gelang es den Askaniern, die Mark Brandenburg bis zur Oder auszudehnen.

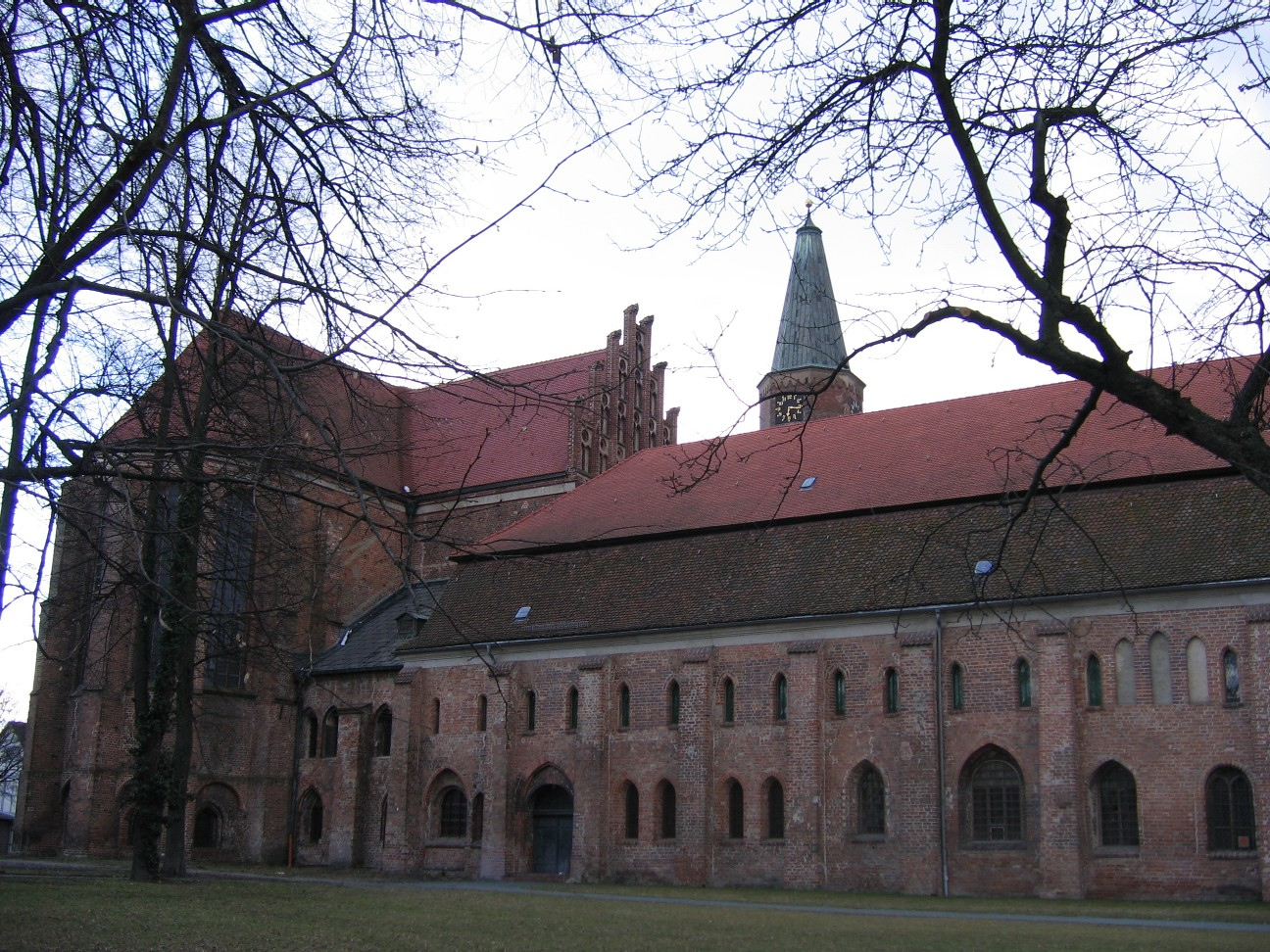
„Die Wiege der Mark“ – St. Peter und Paul (Brandenburg an der Havel). Die Grundsteinlegung erfolgte am 11. Oktober 1165.

In der Folgezeit holten Albrecht der Bär und seine Nachfolger, auf einem höheren technologischen Stand stehende Handwerker und Bauern in die neue Mark, die insbesondere aus der Altmark, dem östlichen Harzvorland, Flandern (daher der Begriff Fläming) und den Rheingebieten in das Land kamen. So führten diese Siedler an neuen Techniken, insbesondere die Dreifelderwirtschaft, den Eisenpflug und die Steinbautechnik im Bauwesen ein. Eine wichtige Rolle bei der Besiedlung spielten Holländer, die nach verheerenden Sturmfluten im eigenen Land gerne neue Siedlungsgebiete annahmen und mit ihrer Erfahrung im Deichbau zu den Eindeichungen von Elbe und Havel beitrugen, die in den 1160er Jahren in Angriff genommen wurden. Ihnen wurden dafür Vergünstigungen gewährt, so hatten sie für eine gewisse Zeit keine Abgaben zu zahlen, mussten keine Frondienste leisten und die Gemeinden erhielten Selbstverwaltungsrechte.
In die Mark gerufenen Adligen mitsamt ihrem bewaffneten Gefolge wurde die Aufsicht über Burgen und neugeschaffene Siedlungen anvertraut. Unter der Herrschaft der Askanier kam es zudem zu planmäßigen Anlegungen neuer Dörfer und Städte. Die Orte Angermünde, Eberswalde, Frankfurt an der Oder, Perleberg, Prenzlau, Spandau und Berlin erhielten unter den Askaniern das Stadtrecht verliehen. Auch die Produktivität der Landwirtschaft erhöhte sich und im Allgemeinen wurden kulturelle Fortschritte erreicht. Dennoch hinkte die Mark um 1170 den besser entwickelten Gebieten westlich der Elbe hinterher. Das Verhältnis zwischen Deutschen und Slawen blieb kein gleichberechtigtes. Die herablassend als Wenden bezeichneten Slawen galten anfangs nicht als vollwertige Einwohner, aber man duldete sie und allmählich begann eine Assimilation der Slawen.

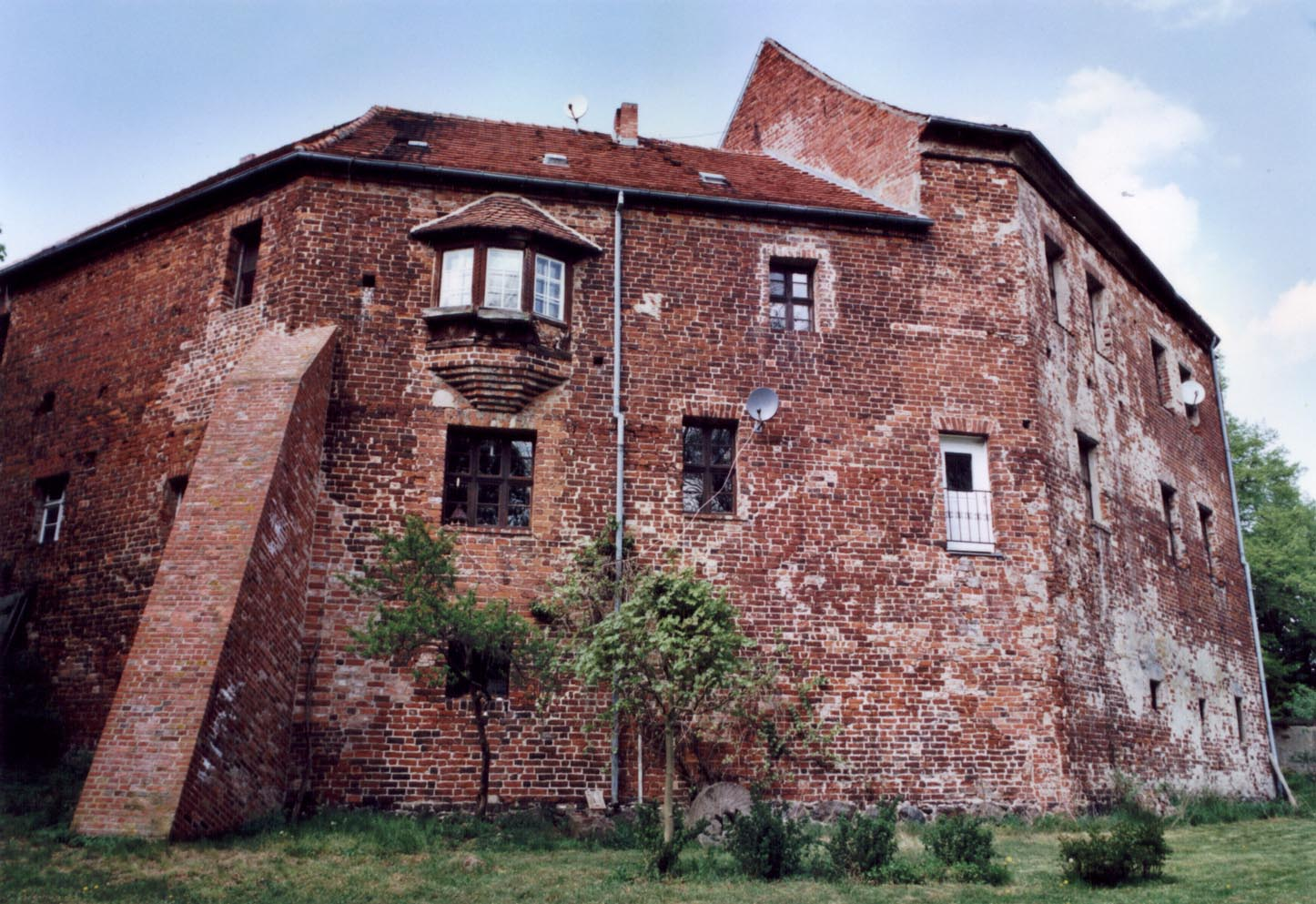
Südseite der Burg Goldbeck.
Von 1300 bis 1325 als Wasserburg erbaut, diente sie in den folgenden Herrenlosen Jahren Raubrittern als Aufenthaltsort.

Die seit dem großen Slawenaufstand 983 de facto zu Titularbistümern entmachteten Diözesen Brandenburg, Havelberg wurden unter den frühen brandenburgischen Askanieren restauriert und waren kulturelle Zentren die der städtischen Entwicklung in den ostelbischen Siedlungsräumen wichtige Impulse gaben. Im Rahmen der weiteren Ostexpansion bis zur Oder und darüber hinaus unter den Markgrafenbrüdern Johann I. und Otto III., gelangte das zur Kirchenprovinz Gnesen gehörende Bistum Lebus in den Einflussbereich der brandenburgischen Askanier. Neben diesen genannten Bistümern waren es vor allem Klöster, darunter maßgeblich das von Markgraf Otto I. 1180 gegründete Kloster Lehnin und das von Markgraf Johann I. 1258 gegründete Kloster Chorin, die zur Erschließung des Landes erheblichen Beitrag leisteten.
Nach Markgraf Albrechts Tod im Jahre 1170 kam es zur askanischen Erbteilung. Seinem ältesten Sohn Otto I. fiel die Markgrafenwürde und neben der linkselbischen Altmark, die Kolonien rechts der Elbe zu, deren östliche Ausdehnung sich damals bis etwa zur Höhe Spandaus erstreckten. Unter Otto I. kam es nur zu geringfügigen Landerwerbungen. Er betrieb vor allem Konsolidierungs- und Siedlungspolitik, indem er gezielt Siedler aus niederdeutschen- und flämischen Regionen in die unerschlossenen Regionen entlang der Havel holte. Er war es, der den roten Adler als Wappen seiner Markgrafschaft einführte.
Vor allem unter den Enkeln, den „Städtegründern“ Johann I. und Otto III., wurde die Mark weiträumig nach Osten erweitert.
Die territorial erheblich expandierende Mark Brandenburg kam wiederholt in Konflikt mit Anrainern, darunter auch mit der nordischen Großmacht Dänemark, mit dem man wechselhaft verfeindet und verbündet um die Vorherrschaft entlang der südlichen Ostseeküste stritt. Die Frage der brandenburgischen Lehnsoberhoheit über Pommern sollte sich bis ins 17. Jahrhundert als dauerhaftes Konfliktpotenzial fortsetzen.
Spätestens um 1214 entstand am Rhin im ehemaligen Stammesgebiet der Zamzizi die vermutlich reichsunmittelbare Herrschaft Ruppin der Grafen von Lindow-Ruppin. Später kam die Herrschaft wahrscheinlich unter die Oberlehnshoheit der Markgrafen von Brandenburg. Nach der Schlacht bei Bornhöved (1227) sicherte Brandenburg seinen Anspruch auf Pommern. 1231 vergab Kaiser Friedrich II. dieses als Lehen an die damals noch unmündigen Markgrafen von Brandenburg. 1250 kam die Uckermark dazu.
Zu Beginn des 14. Jahrhunderts, reichte die Mark Brandenburg mit der Neumark östlich der Oder und Warthe hinaus, im Norden bis Stettin und im Süden bis weit in die Lausitz hinein. Im Jahre 1320 starb mit Heinrich II. das Askaniergeschlecht in Brandenburg aus.

### Unter den Wittelsbachern und Luxemburgern (1319–1415)

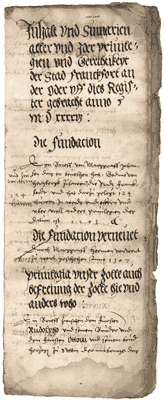
Urkunde Johanns I. von 1253 mit der Erhebung Frankfurts an der Oder (Vrankenvorde) zur Stadt

Nach dem Aussterben des Geschlechts der Askanier fiel die Mark in eine existenzbedrohende Krise. So wurde die Mark zu einem Streitobjekt zwischen verschiedenen Herrscherhäusern. Die in den Jahrzehnten für die Mark Brandenburg gewonnenen Gebiete wurden nun von seinen Anrainern wieder zurückgeholt. Die Mecklenburger und Pommern rissen im Norddeutschen Markgrafenkrieg und im Pommersch-Brandenburgischen Krieg Teile der Prignitz an sich, die Pommern außerdem noch Teile der Uckermark, die Polen drangen in die Neumark ein.
Die wirren Jahre wurden durch eine Entscheidung des deutschen Königs beendet. Nachdem der Kaiser Ludwig IV., ein Onkel Heinrichs II., mit seinem Sieg über die Habsburger freie Hand bekommen hatte, übertrug der Wittelsbacher 1323 die herrenlose Mark Brandenburg als Reichslehen seinem gerade acht Jahre alten Sohn Ludwig I. Damit ging die Herrschaft auf das Geschlecht der Wittelsbacher über.
Diese Entscheidung diente lediglich zur Stärkung der Hausmacht. Eine Verbindung zwischen Bayern und Brandenburg hatte es niemals gegeben. Fernab vom Stammhaus hatten die neuen Herrscher nur wenig Interesse an der Entwicklung der Mark, sondern behandelten die Mark mehr als finanziell ausbeutbares Nebenland. Infolgedessen versank die Mark ohne den Schutz eines Herrschers in Chaos und Anarchie. Die adligen Grundbesitzer, die Äbte der Klöster und die Räte der Städte führten sich als unumschränkte Machthaber auf. So erschlugen 1325 die Berliner und Cöllner Bürger den Propst Nikolaus von Bernau, in dessen Folge der Papst über Berlin das Interdikt verhängte. Die Herrschaft des Wittelsbachischen Kurfürsten Ludwig I. wurde vom märkischen Adel abgelehnt. Im September 1345 verbündeten sich als Folge der Ablehnung Städte und Ritterschaften in Berlin gegen den Markgrafen aus Bayern.
Der Widerstand entstand durch die unsichere Stellung der Wittelsbacher im Reich. So wurde 1346 ein Gegenkönig im Reich zum herrschenden Wittelsbacher Ludwig IV. aufgestellt, der die Lage für die Wittelsbacher im Reich und in der Mark Brandenburg weiter verschlechterte. Nach dem Tod des wittelsbachischen Königs und der Übernahme der Königswürde durch den Luxemburger Karl IV. erschien ein Hochstapler in der Mark, der sich als der vorletzte Askanische Markgraf Waldemar ausgab. Dieser empfing viel Anhang in der Bevölkerung und gab vor, dass seine Bestattung nur Inszenierung gewesen war. Dieser Falsche Woldemar war so erfolgreich, dass er am 2. Oktober 1348 vom König Karl IV. mit der Mark Brandenburg belehnt wurde. Als Folge wichen die meisten Städte vom eigentlichen Wittelsbachischen Markgrafen Ludwig I. ab. 1350 wurde der Schwindel allerdings aufgedeckt. All diese Schwierigkeiten verleideten dem Markgrafen den Besitz der Mark; so überließ er sie im Vertrag von Luckau 1351 seinen jüngeren Halbbrüdern Ludwig II. und Otto V. und zog sich nach Oberbayern zurück, wo er die Erbschaft des Vaters angetreten hatte.
Bereits seit dem 13. Jahrhundert gehörten die Markgrafen von Brandenburg zu den sieben Kurfürsten des Reiches, die den deutschen König wählten. Diese Kurwürde wurde schließlich 1356 durch das Reichsgrundgesetz, die Goldene Bulle, rechtlich geregelt. Markgraf Ludwig II. wurde durch diese Regelung erster brandenburgischer Kurfürst. Die von nun an bezeichnete Kurmark Brandenburg bestand aus den Teilen Brandenburgs, auf die sich der Anspruch der Kurwürde stützte. Zum Zeitpunkt der Standeserhebung waren dies die Altmark, Mittelmark und Neumark. Damit wuchs Brandenburgs Stellung im Reich. An den inneren Problemen änderte dies jedoch nichts.
Als der Kurfürst Ludwig II. 1365 starb, übernahm Otto V. die Herrschaft, die er jedoch vernachlässigte. 1367 verkaufte er die Niederlausitz, die zuvor schon an die Wettiner verpfändet war, an Kaiser Karl IV. Ein Jahr später verlor er die Stadt Deutsch Krone an den polnischen König Kasimir den Großen.
In dieser Situation begann der luxemburgische Kaiser Karl IV. ein Auge auf die Mark zu werfen und unternahm mehrere Versuche, die Mark für sein Geschlecht zu erwerben. Ihm ging es dabei vor allem um die Kurstimme Brandenburgs (die böhmische hatten die Luxemburger schon), mit deren Hilfe die Wahl von Kaisern aus dem Haus Luxemburg gesichert werden sollte. 1373 war er schließlich gegen Zahlung von 500.000 Gulden an Otto V. erfolgreich, und auf einem Landtag in Guben wurde das Kurfürstentum Brandenburg wie auch die Niederlausitz mit dem Königreich Böhmen, welches das bedeutendste Territorium der Luxemburger war, „auf ewig“ verbunden. Damit ging die Herrschaft der Wittelsbacher in der Mark Brandenburg zu Ende und auf die Luxemburger über. Bei dieser Gelegenheit entstand das Landbuch Karls IV. In Tangermünde ließ Kaiser Karl die Burg als kurfürstliche Residenz ausbauen. So war Tangermünde zeitweise der Zweitsitz von Kaiser Karl IV.
Sein Nachkomme Jobst von Mähren (1388–1411) regierte die Mark Brandenburg noch weit uninteressierter von außen als schon die Wittelsbacher es taten. In der Folge sank die Macht der Luxemburger in Brandenburg gegenüber dem landständischen Adel weiter. Praktisch hatten die großen Adelsfamilien die Herrschaft übernommen. Dazu kamen umherziehende Heere und Räuberbanden, die die wehrlose Bevölkerung ausplünderten und drangsalierten. Besonders die Landbevölkerung hatte unter diesen Auswüchsen zu leiden.
Diese Phase der bürgerkriegsähnlichen Auswüchse brachten das Land nahe dem Kollaps. So machten sich Vertreter der Städte im Jahre 1410 auf den Weg in das ungarische Ofen und verlangten vom König Sigismund entschiedene Maßnahmen um das Land zu befrieden. Bald danach entsandte der König seinen Burggrafen Friedrich VI. von Nürnberg in die Mark Brandenburg.

### Unter den kurfürstlichen Hohenzollern (1415–1618)
Der Hohenzoller Friedrich VI. von Nürnberg wurde 1411 von dem Luxemburger König Sigismund zum erblichen Hauptmann und Verwalter der Mark Brandenburg eingesetzt. Mit eiserner Hand kämpfte Friedrich gegen den rebellischen Adel der Mark Brandenburg (insbesondere die Quitzows und Putlitz) und konnte schließlich die innere Ordnung in der Mark wiederherstellen. Vier Jahre später am 30. April 1415 verlieh König Sigismund auf dem Konstanzer Konzil die erbliche Würde des Markgrafen und Kurfürsten an Friedrich VI. Die Huldigung der brandenburgischen Stände fand noch im gleichen Jahr am 21. Oktober in Berlin statt. Als brandenburgischer Markgraf wurde Friedrich VI. von Nürnberg dann in der Folge als Friedrich I. von Brandenburg bezeichnet.
Die Hohenzollern traten ein schweres Erbe an. Handel und Verkehr waren lahmgelegt, die wirtschaftliche Lage der Bevölkerung äußerst schlecht. Friedrich I. machte Berlin zu seiner Residenz, zog sich aber in seine fränkischen Besitzungen zurück, nachdem er 1437 die Regierung über die Mark Brandenburg seinem Sohn Friedrich II. übertragen hatte.

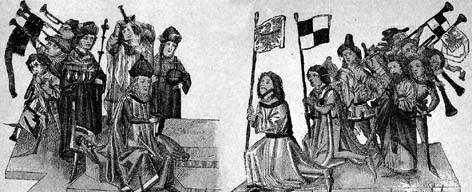
König Sigismund belehnt Friedrich mit der Mark Brandenburg am 30. April 1415.

Infolge der Hohenzollernherrschaft stabilisierte sich die Mark Brandenburg weiter. Die Kurfürsten bauten eine Verwaltung über ihre Ländereien auf. Früher erlittene territoriale Verluste wurden fast vollständig wieder ausgeglichen. Durch die Einführung der Erbfolge des Erstgeborenen, die Albrecht Achilles 1473 mit der Dispositio Achillea verfügte, wurde eine mögliche Teilung der Mark Brandenburg verhindert. Die Sicherung der territorialen Integrität war eine der Voraussetzungen für den späteren Aufstieg Brandenburg-Preußens zu einer Großmacht.
1486 wurde unter Kurfürst Johann Cicero die Doppelstadt Berlin-Cölln offizielle Residenzstadt der Hohenzollerschen Markgrafen. Damit wurde der Grundstein für die spätere Hauptstadtfunktion der Stadt gelegt und zudem die Bindung der Hohenzollern an die Kurmark Brandenburg weiter verstärkt. Im Jahre 1506 wurde von Kurfürst Joachim I. in Frankfurt an der Oder die Brandenburgische Universität Frankfurt (Alma Mater Viadrina) als erste Universität in Brandenburg gegründet, mit dem Ziel junge Männer für den Dienst in Kirche, Justiz und Verwaltung auszubilden. Derselbe Kurfürst stärkte die Zentralgewalt und drängte Sonderrechte der Stände und die Selbstverwaltung der Städte zurück. So setzte er in der von ihm erlassenen Städteordnung die Rechte und Pflichten fest und verpflichtete die Stadtverwaltungen zur genaueren Buchführung über Einnahmen und Ausgaben. 1524 konnte Joachim I. nach dem Tod des letzten Grafen von Lindow-Ruppin die Herrschaft Ruppin einziehen und mit der Mark Brandenburg vereinigen.
Unter seinem Nachfolger Kurfürst Joachim II. schloss sich die Mark Brandenburg 1539 der Reformation an. Die damit verbundene Übertragung kirchlicher Ländereien in weltlichen Besitz ließ den Kurfürsten zum bedeutendsten Grundbesitzer in der Mark werden. Dies verschaffte ihm einen Vorteil in der Auseinandersetzung mit den Landständen und bewirkte eine weitere Stärkung der kurfürstlichen Unabhängigkeit. Dieser Prozess verlief allerdings langsam, denn die Hohenzollern führten die Reformation vorsichtig ein, ihre Durchsetzung zog sich bis weit ins 17. Jahrhundert hinein. Bis dahin blieb die Zentralmacht der Kurfürsten durch die Macht der Städte und das starke Gewicht des Landadels eingeschränkt. Unterhalb des kurfürstlichen Hofes gab es noch keine vollständige, vom Kurfürsten abgeleitete regionale Verwaltung. So zerfiel Brandenburg um 1550 in städtische Gebiete, gutsherrliche Gebiete des Adels und Domänenländereien des Kurfürsten. An deren Spitze standen Landesvogte.
Im Reich hielten sich die brandenburgischen Kurfürsten meist jedoch noch hinter dem Kurfürstentum Sachsens bedeckt. Für eine eigenständige Reichspolitik war die Stellung Brandenburgs im 16. Jahrhundert noch zu schwach und man hatte obendrein eine strukturelle Verschuldung zu verzeichnen. Das Verhältnis zum südlichen Nachbarn wandelte sich erst mit dem Erwerb von Territorien im Osten und im Westen Anfang des 17. Jahrhunderts und man wurde zunehmend selbstsicherer. Außenpolitisch standen die Hohenzollern zwischen Dänemark und insbesondere Schweden im Norden. Im Westen befanden sich die Brandenburger in Interessenkonflikten mit Frankreich. Trotz dieses Umfeldes gelang es dem Kurfürsten Johann Sigismund 1614 im Vertrag von Xanten, das Herzogtum Kleve, Minden sowie die Grafschaften Mark und Ravensberg zu erwerben.

### In Personalunion mit dem Herzogtum Preußen (1618–1701)

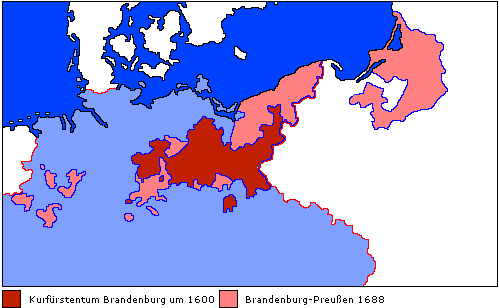
Die Kurmark Brandenburg um 1600 (rot), Erwerbungen bis 1688 (pink)

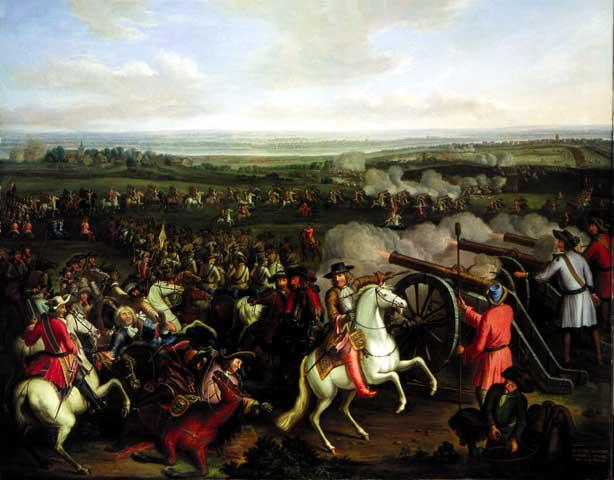
Der Große Kurfürst in der Schlacht bei Fehrbellin, 1675.
Dieser Sieg brachte europaweite Anerkennung dafür, dass es dem kleinen Brandenburg gelang, die damalige Militärmacht Schweden zu besiegen.
Gemälde von Dismar Degen, 1740

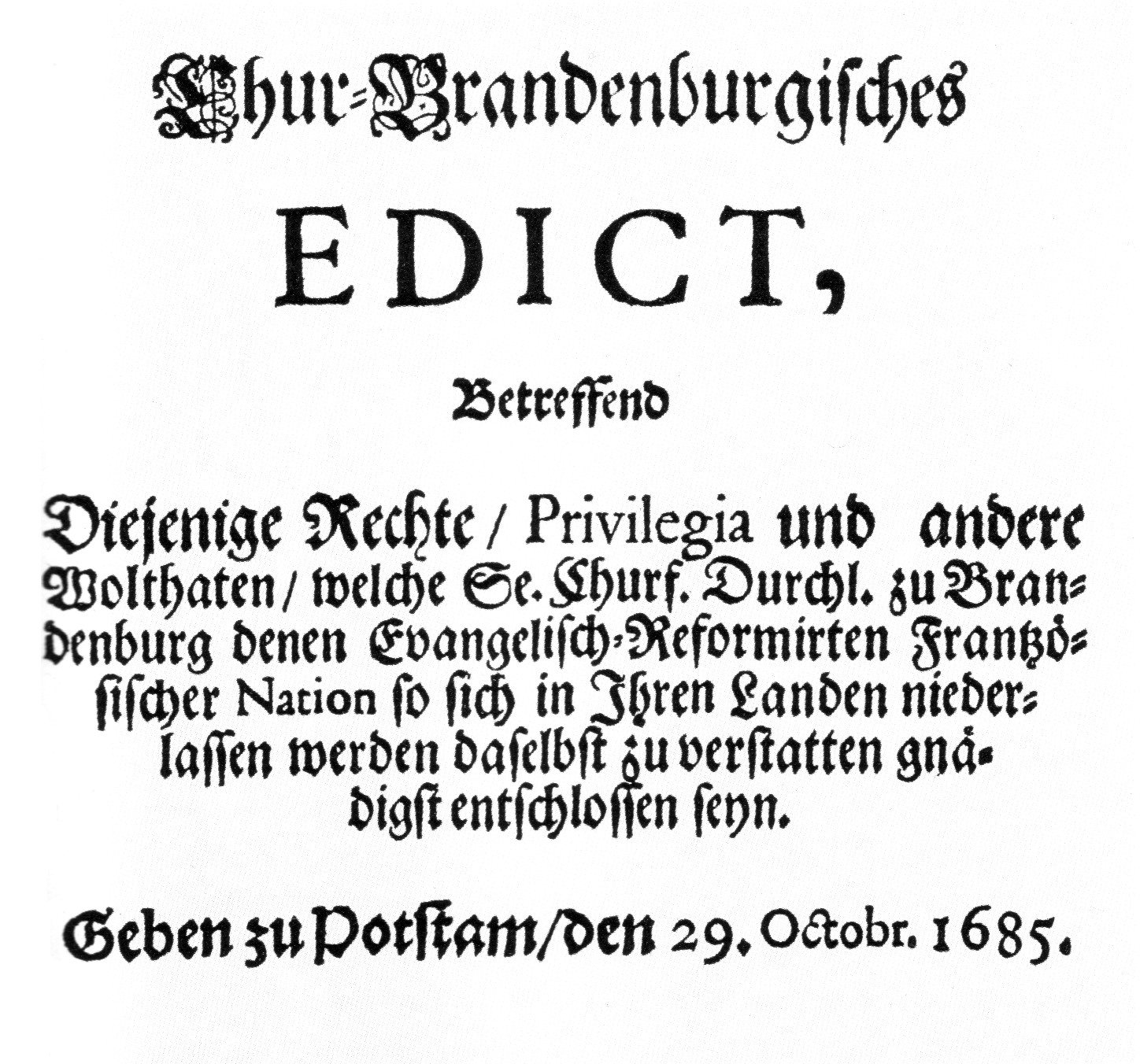
Das Edikt von Potsdam 1685
Symbol für die Toleranz und die Religionsfreiheit in Brandenburg

Die brandenburgischen Kurfürsten übten seit 1605 die Regentschaft über das Herzogtum Preußen aus. Nach dem Tode des letzten preußischen Herzogs Albrecht Friedrich, der kinderlos geblieben war, erbte der Kurfürst Johann Sigismund 1618 auch formell die Herzogswürde Preußens. Damit wurden seit 1618 die Mark Brandenburg und das Herzogtum Preußen in Personalunion regiert. Beide Länder wurden von da an als Brandenburg-Preußen gemeinsam vom brandenburgischen Kurfürsten regiert. Allerdings gelang es erst in der zweiten Hälfte des 17. Jahrhunderts beide Territorien effektiv miteinander zu verbinden.
Brandenburg war um 1618 kein reiches Land. 1619 betrugen die Staatsschulden 2.142.000 Reichstaler. Die Mark lebte ausschließlich vom Ackerbau. Gehobenere Güter mussten alle importiert werden.
Im Zuge des Dreißigjährigen Krieges von 1618 bis 1648 wurde die Mark Brandenburg besonders stark in Mitleidenschaft gezogen. So beklagten einzelne Regionen Bevölkerungsverluste von bis zu 90 Prozent. 1635 trat Brandenburg-Preußen dem Prager Frieden bei. Nach der Schlacht von Wittstock 1636 kehrte der Krieg in die Mark Brandenburg zurück. Am Ende des Krieges 1648 waren von den 8.000 Dörfern nur noch rund die Hälfte bewohnt. Ebenso verheerend war die wirtschaftliche Situation. Schafzucht und Wollproduktion, von denen Brandenburg weitgehend lebte, waren stark zurückgegangen. Der folgende Wiederaufbau der Mark zog sich bis weit ins 18. Jahrhundert hinein. 1648 kam durch den Westfälischen Frieden Hinterpommern an den Kurfürsten von Brandenburg.
In der zweiten Hälfte des 17. Jahrhunderts war es Friedrich Wilhelm, der Große Kurfürst, der die Macht Brandenburgs ausbaute und die Zentralmacht auf Kosten der Macht der Stände und Städte stärkte. Diese Zeit ist gekennzeichnet von einer starken Machtstellung der Gutsherren. Im Vertrag von Wehlau erlangte 1657 der Kurfürst die Souveränität über das Herzogtum Preußen, die 1660 im Vertrag von Oliva bestätigt werden konnte.
Der Prozess der wirtschaftlichen Erholung, der nach Beendigung des Dreißigjährigen Krieges in der Mark Brandenburg einsetzte, wurde durch den Schwedisch-Brandenburgischen Krieg, der die Mark durch den Einfall der Schweden im Jahre 1674 erneut zum Kriegsgebiet machte, unterbrochen. Ein schwedisches Heer brach in das Havelland, die Uckermark und die Neumark ein und plünderte die märkischen Dörfer und Städte wie zu Zeiten des Dreißigjährigen Krieges. Zudem litten die Märker unter den von den Schweden auferlegten hohen Kontributionen. Allerdings gelang es der unter dem Kurfürsten aufgebauten brandenburgisch-preußischen Armee die Schweden in der Schlacht von Fehrbellin zu schlagen und aus Brandenburg wieder zu vertreiben. Als der Schwedisch-Brandenburgische Krieg 1679 endete, wurde der wirtschaftliche Aufbau wieder gezielt aufgenommen. Zwar erhielt Brandenburg nur geringe Gewinne aus dem Krieg, jedoch war die internationale Anerkennung erheblich gestiegen. Das gewachsene eigene Selbstvertrauen zeigte sich bei einem gegen Spanien ausgerichteten Einsatz der Marine mit dem Ziel, rückständige spanische Subsidienzahlungen aus dem kurz zuvor beendeten Nordischen Krieg einzutreiben.
Nach dem Friedensschluss 1679 begann der Große Kurfürst nach holländischem Vorbild eine Kolonial- und Überseehandelspolitik zu betreiben. So erfolgte 1684 die offizielle Gründung der Kurbrandenburgische Marine, 1683 erfolgte die Gründung der Brandenburgisch-Afrikanische Compagnie, mit der im selben Jahr Kolonien in Westafrika und in der Karibik (Groß Friedrichsburg, St. Thomas und Arguin) erworben wurden.
Nach dem am 29. Oktober 1685 erlassenen Edikt von Potsdam wurde das Land für hugenottische Einwanderer geöffnet. Über 20.000 Hugenotten, in der Mehrzahl Kaufleute und Handwerker ließen sich in der Mark nieder und gaben wichtige Impulse für die Entwicklung der Wirtschaft und der Städte der Mark.
Durch die Gebietserwerbungen der Hohenzollern seit 1600, mussten sich die Brandenburger damit abfinden, dass der Kurfürst diesen neuen Besitzungen (das Herzogtum Preußen, Herzogtum Kleve, Minden sowie die Grafschaften Mark, Ravensberg und Hinterpommern) oft mehr Aufmerksamkeit und finanzielle Unterstützung zukommen ließ als dem Kernland, der Mark Brandenburg. So ergab sich, dass im Jahre 1688 von den 1,5 Millionen Einwohnern des Landes Brandenburg-Preußen, nur 540.000 Menschen, etwa 1/3, auf dem Gebiet der alten Mark Brandenburg lebten. Dieser Prozess setzte sich unter den Nachfolgern des 1688 verstorbenen Großen Kurfürsten fort.

### Als Kernprovinz des preußischen Staates (1701–1815)

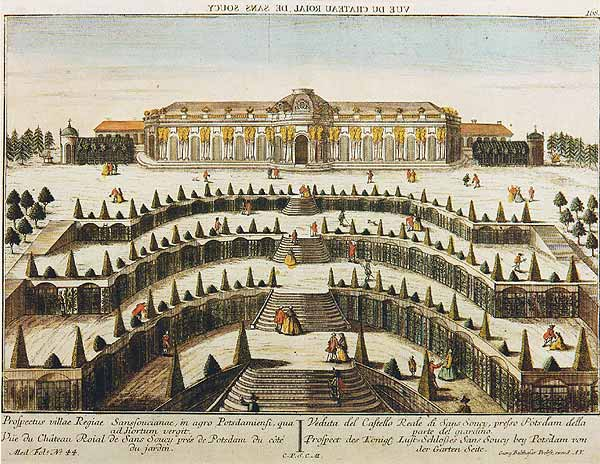
Schloss Sanssouci kurz nach seiner Fertigstellung 1747. Sommerresidenz Friedrichs des Großen und eines der bekanntesten Schlösser der Mark Brandenburg
Prospekt von 1747, Ersteller unbekannt

„Der König überall“. Friedrich II. begutachtet auf einer Inspektionsreise durch die Mark den Kartoffelanbau.
Gemälde von Robert Warthmüller, 1886

Am 18. Januar 1701 in Königsberg, der Hauptstadt des Herzogtums Preußen, krönte sich der Kurfürst Friedrich III. zum König in Preußen. Durch die Rangerhöhung des Kurfürsten änderte sich zunächst nur die Bezeichnung gesamtstaatlicher Institutionen wie Armee, Botschafter und der Behörden von „kurfürstlich-brandenburgisch“ in „königlich-preußisch“. Die Bedeutung der Zentralprovinz Mark Brandenburg mit der Residenzlandschaft um Berlin und Potsdam wuchs umso mehr an, als Brandenburg-Preußen sich zu einem zentralen, absolutistischen Staat mit deutschland- und europapolitischen Ambitionen entwickelte. Unter König Friedrichs I. Herrschaftszeit von 1688 bis 1713 vergrößerte sich die Bevölkerungszahl der Mark um etwa ein Drittel auf mehr als 730.000 Einwohner im Jahre 1713. Die Zahl der Städte stieg auf 120. Darunter erreichten die Städte Brandenburg an der Havel und Frankfurt an der Oder die Einwohnerzahl von 10.000.
Im Siebenjährigen Krieg 1756 bis 1763 wurde die Mark erneut zum Kriegsschauplatz. Österreichische und russische Truppen drangen wiederholt in die Mark vor und besetzten zeitweise Berlin. Friedrich II. widmete sich in der zweiten Hälfte seiner Regierungszeit besonders dem Wiederaufbau und der Entwicklung der Mark. Im Rhingebiet, an der Dosse und Netze ließ er Entwässerungsgräben bauen und den Plauer- und Finowkanal als Verbindung zwischen Elbe und Oder ausheben. Dem märkischen Sumpf, Bruch und Luch wurde festes Land abgerungen und Einwanderern aus Böhmen und Veteranen zur Ansiedlung übergeben. Von 1770 bis 1786 wurden in der Kurmark und Neumark 412 Dörfer gegründet und 124.720 Kolonisten fanden eine neue Heimat. Allein im Oderbruch entstanden 50 Dörfer.

„Hier habe ich im Frieden eine neue Provinz erobert, ohne einen Mann zu verlieren.“

Der König förderte auch moderne Methoden in der Landwirtschaft (z. B. den Kartoffelanbau) und die Entwicklung von Manufakturen. Friedrich II. ließ in Potsdam das Schloss Sanssouci bauen. Die Mark Brandenburg selbst gliederte sich verwaltungsmäßig in zwei Kriegs- und Domänenkammern. Die erste war die kurmärkische Kammer mit Sitz in Berlin und die zweite die neumärkische Kammer mit Sitz in Küstrin. Diese nachgeordneten Behörden des Generaldirektoriums waren für alle Aufgaben der inneren Verwaltung zuständig.
Nach der Niederlage der preußischen Armee bei Jena und Auerstedt 1806 besetzten französischen Truppen das Land und Brandenburg verlor die Altmark an das Königreich Westphalen. Die Wirtschaft lag am Boden und der preußische Staat musste sich verschulden. Auf der märkischen Bevölkerung lasteten zudem Einquartierungen und hohe Kontributionen. Die durch die Niederlage unabweisbar gewordenen Reformen wirkten sich nachhaltig und grundlegend auf die Mark Brandenburg aus. Die Auflösung des Heiligen Römischen Reiches war zwar mit dem Erlöschen der Kurwürde verbunden, führte aber nicht zum Verschwinden der Bezeichnung Kurmark.

### Weitere brandenburgische Fürstentümer

Das Hochstift Brandenburg gegen 1535

Neben der Markgrafschaft Brandenburg existierten über viele Jahrhunderte weitere reichsunmittelbare brandenburgische Fürstentümer. An erster Stelle sind die Hochstifte der Bischöfe zu nennen. Das Hochstift Brandenburg existierte bis zu seiner Auflösung und dem Aufgehen im Kurfürstentum Brandenburg 1571. Es umfasste gegen 1535 Gebiete um die Städte Ziesar, Pritzerbe, Ketzin und Teltow und weitere kleinflächige Anteile. Das Hochstift Havelberg erstreckte sind in erster Linie auf Orte in der Prignitz wie Bad Wilsnack und in der Nähe Wittstocks. Neben diesen bischöflichen Fürstentümern existierte beispielsweise die Herrschaft Ruppin.

## Als Provinz Preußens

### In der preußischen Monarchie (1815–1918)
Nach dem Ende der Napoleonischen Kriege wurde infolge der Beschlüsse des Wiener Kongresses und der damit verbundenen Gesetzesakten am 30. April 1815 Preußen in zehn Provinzen aufgeteilt. Damit hörte die Mark Brandenburg de jure als verwaltungspolitische Einheit auf zu bestehen. Sie ging in der neugegründeten Provinz Brandenburg auf.
Die Grenzen der neuen Provinzen entsprachen nur zum Teil den historischen. Das Königreich Sachsen, das zu lange ein Bundesgenosse Napoleons gewesen war, wurde damit bestraft, dass es rund die Hälfte seines Landes an Preußen abtreten musste. Ein Teil dieses sächsischen Gebietes kam zur Provinz Brandenburg. Dies waren die Ämter Belzig, Jüterbog und Dahme, die Herrschaft Baruth und die gesamte Niederlausitz. Damit kehrte nach fast 500 Jahren die ehemals askanische Niederlausitz zu Brandenburg zurück. Dagegen kam die seit dem Mittelalter mit der Mark eng verbundene Altmark, die Preußen 1807 hatte abtreten müssen, nicht zurück, sondern wurde mit ehemals sächsischen Gebieten in der Provinz Sachsen zusammengeschlossen.
Der brandenburgische Landeshistoriker Willy Hoppe bemerkte dazu:

„Im ganzen eine Einteilung, die nicht auf geschichtlichen Grundlagen beruhte, sondern Verwaltungszwecken entsprang. Das neue 39.000 km² große Gebiet war nicht mehr die führende, mit einer gewissen Sonderstellung begabte Landesteil des Staates, es war eine Provinz wie die anderen auch“

Die Provinz Brandenburg im Deutschen Kaiserreich (1871–1918)

Die Provinz Brandenburg wurde in die Regierungsbezirke Potsdam (Prignitz, Uckermark, Mittelmark, Barnim und die neuen sächsischen Gebiete) und Frankfurt (Neumark und Niederlausitz) eingeteilt. Provinzhauptstadt wurde Berlin, das bis 1821 einen Regierungsbezirk bildete, dann wieder dem Regierungsbezirk Potsdam angeschlossen wurde und sich weitgehend selbstständig verwaltete. An der Spitze der Provinz stand ein Oberpräsident. Die Provinz Brandenburg stellte mit ihren fast 40.000 km² die zweitgrößte Provinz im preußischen Staat dar. Diese neue Verwaltungseinheit sollte 130 Jahre lang bis zur Auflösung des preußischen Staates nach dem Ende des Zweiten Weltkrieges bestehen.
In der im 19. Jahrhundert folgenden Phase der Industrialisierung und des schnellen Bevölkerungswachstums bedeutete dies für die Provinz Brandenburg die Verschiebung des politischen und wirtschaftlichen Gewichts vom Land auf die Groß- und spätere deutsche Hauptstadt Berlin. 1816 hatte die Provinz Brandenburg 1.085.899 Einwohner; diese Zahl verdreifachte sich bis zum 1. Dezember 1900 auf dann 3.108.554 Einwohner. Dazu kam Berlin, das einen Sonderstatus hatte, mit 1.888.848 Einwohnern.

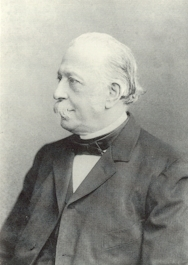
Theodor Fontane (1820–1898)
In seinem Werk Wanderungen durch die Mark Brandenburg beschreibt er die Geschichte und Kultur Brandenburgs im 19. Jahrhundert.
„Jede Quadratmeile märkischen Sandes, hat ebenso ihre Geschichte wie das Main- und Neckarland, nur erzählt, nur gefunden muss sie werden.“

Die im Zuge der Stein-Hardenbergschen Reformen begonnene Bauernbefreiung (ab 1807 bis 1849) kam nur langsam voran. Die Bauern mussten für ihre „Befreiung“ 1/3 des von ihnen bearbeiteten Landes an die Gutsherren abtreten und erhebliche Ablösungssummen zahlen. So entstand in einigen märkischen Gebieten ein kaum lebensfähiges Kleinbauerntum. Generell blieb im gesamten 19. Jahrhundert in Brandenburg der erste Stand, die Adligen und Rittergutsbesitzer, die dominante Herrschaftsklasse auf dem Land. Aufgrund dieses politischen und sozialen Stillstandes in der Provinz fand die revolutionäre Bewegung des Jahres 1848, die in Berlin zu Straßenkämpfen und Demonstrationen führte, in den märkischen Städten und im brandenburgischen Land nur wenige Anhänger.
Mit der Reichsgründung am 18. Januar 1871 begannen für Brandenburg Jahre, die vor allem durch den Prozess der Herauslösung von Berlin aus der Provinz gekennzeichnet waren. So war der Aufstieg Berlins zur Weltstadt im 19. Jahrhundert eine Entwicklung, die scheinbar gegensätzlich zum beschaulichen Leben in der sie umgebenden Provinz verlief. Die Funktion der Stadt Berlin als Hauptstadt des Reiches und seine große Einwohnerzahl machten es notwendig, die Stadt von der Provinz verwaltungsmäßig zu trennen, in Form eines eigenen Verwaltungsbezirkes ab 1881.
Durch die Provinzialordnung von 1875 wurde die Eigenständigkeit der preußischen Provinzen erheblich gestärkt. So erhielt die Provinz einen eigenen Aufgabenkreis und eigene Finanzen (Staatschaussen, Sozialfürsorge, Landschaftspflege, Förderung von Wissenschaft und Kunst, Wohnungswesen, Siedlungswesen). Als Selbstverwaltungsorgan auf der Provinzebene entstand der Provinziallandtag und der Provinzialausschuss.
Durch die Industrielle Revolution in Deutschland wurde aus der Provinz eine Agrar-Industrie-Region. Der Prozess der Industrialisierung wirkte sich deshalb für Brandenburg so negativ aus, da das Land über keine bedeutenden Rohstoffe wie Eisen oder Steinkohle verfügte. Zu den neu entstandenen Industriezweigen gehörten Metallverarbeitung, Chemieindustrie und Elektroindustrie. Standorte wurden besonders Orte, die sich in unmittelbarer Nähe zu Berlin befanden. So unter anderem Hennigsdorf, Teltow, Wildau. Daneben spielten Braunkohleförderung und Kalksteinabbau neben dem Auf- und Ausbau von Land- und Wasserstraßen ebenfalls eine große Rolle für den wirtschaftlichen Aufschwung der Provinz Brandenburg.
Neben diesen wirtschaftlichen Aktivitäten wurde Anfang des 20. Jahrhunderts bereits ein Zurückbleiben einiger abseits gelegener Regionen in der Provinz sichtbar. Im Ersten Weltkrieg (1914–1918) wurden nicht kriegsnotwendige Wirtschaftszweige stillgelegt (zum Beispiel die Glas- oder Ziegelproduktion). Wie in den anderen Provinzen und Ländern des Reiches, machte sich die Kriegsanstrengungen auch in der Provinz Brandenburg deutlich bemerkbar, was zu Protest- und Streikaktionen der märkischen Bevölkerung führte.

### Im Freistaat Preußen (1918–1947)

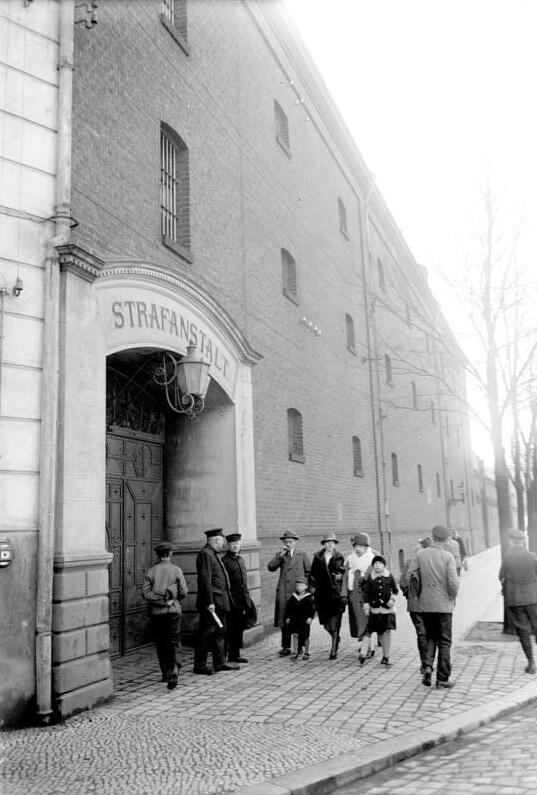
Zuchthaus Brandenburg, November 1928

Infolge des 1919 abgeschlossenen Vertrags zu Versailles und der damit erfolgten Gebietsabtretungen im Osten erhielt Brandenburg eine 35 km lange Grenze zum neuen polnischen Staat.
Durch die Bildung der neuen Stadtgemeinde Groß-Berlin im Oktober 1920 verlor die Provinz Brandenburg 800 km² Fläche und fast zwei Millionen Einwohner. Der Industriegürtel um Berlin ging an die Hauptstadt. Die gesamte Provinz zählte als Folge nur noch 2,4 Millionen Einwohner. Im Februar 1919 wurden erstmals in der Provinz Brandenburg Gemeindevertretungen und Stadtverordnetenversammlungen nach demokratischen Wahlrecht (unter anderem das Frauenwahlrecht) gewählt.
Die vorherrschenden Macht- und Herrschaftsverhältnisse blieben trotz der neu entstandenen Demokratie in Brandenburg unangetastet. Nach der Weltwirtschaftskrise gewann auch in Brandenburg die NSDAP zunehmend an Anhang.
Die Machtübernahme der Nationalsozialisten veränderte auch Brandenburg grundlegend. So war der Tag von Potsdam, der 21. März 1933, ein wichtiges Datum zum Ausbau der Macht der NSDAP; es wurde demonstrativ die Übereinstimmung der alten preußisch-deutschen Tradition mit der neuen nationalsozialistischen Vision behauptet.
Am 15. Dezember 1933 erfolgte im Zuge der Gleichschaltung die Auflösung des Provinziallandtages. Der Oberpräsident hatte als Gauleiter der NSDAP eine Doppelfunktion und übernahm die Aufgaben des aufgelösten Provinziallandtages. Das Amt der Leitung des Reichsgaues Mark Brandenburg hatte von 1936 bis 1945 Emil Stürtz inne. Nach Auflösung und Gleichschaltung aller untergeordneten Gebietskörperschaften in der Provinz Brandenburg war diese lediglich noch eine Instanz der Staatsverwaltung. Eigene Provinzialaufgaben gab es nicht mehr.
Aufgrund ihrer Nähe zu Berlin wurde die Provinz Brandenburg intensiver als andere Regionen in das NS-Regime eingebunden. Dies manifestierte sich erstens in der Errichtung von Rüstungsbetrieben sowie militärischen Anlagen und zweitens im Aus- und Neubau von Haftanstalten, Zuchthäusern und Konzentrationslagern (bei Oranienburg entstand 1936 das KZ Sachsenhausen, bei Fürstenberg an der Havel 1938 das Frauen-KZ Ravensbrück). Die politische Opposition sowie „rassisch Andersartige“ wurden unterdrückt und vernichtet.
Die Mark, auf deren Boden es seit den Zeiten Napoleons keinen Krieg mehr gegeben hatte, wurde 1945 Schauplatz schwerer Kämpfe, abgesehen von den vielen Bombenangriffen auf brandenburgische Städte, wie z. B. Potsdam, Frankfurt (Oder), Prenzlau oder Guben. In den Kämpfen der sowjetischen und deutschen Divisionen gingen im Raum zwischen Elbe und Oder mehr märkische Dörfer und Städte in Flammen auf als während des Dreißigjährigen Krieges. Besonders schrecklich waren die Schlacht um die Seelower Höhen, der Kessel von Halbe und die Schlacht um Berlin. Unter der brandenburgischen Bevölkerung gab es nach neueren Schätzungen mindestens eine halbe Million Todesopfer. Dies war ein Sechstel der vormals über drei Millionen Einwohner (1939) der Provinz Brandenburg.
Die nationalsozialistische Herrschaft hinterließ eine weitgehend zerstörte Provinz. Danach nahm die sowjetische Besatzungsmacht zunächst alle Aufgaben der Politik und Verwaltung wahr.
Über das Schicksal Europas und damit auch Brandenburgs wurde von den Siegermächten auf der Potsdamer Konferenz (17. Juli – 2. August 1945) entschieden. In langen Verhandlungen der „Großen Vier“ (Truman, Churchill und Attlee, Stalin) wurde beschlossen, dass die Oder-Neiße-Linie die Grenzlinie zwischen deutschen und polnischen Territorium sein sollte. Damit kam das brandenburgische Gebiet östlich der Oder (siehe unter Ost-Brandenburg) unter polnische Verwaltung. Die vollständige Vertreibung der dortigen Bevölkerung hatte bereits im Frühjahr 1945 begonnen. Man schätzt, dass bei den Vertreibungen, die sich unter inhumanen Begleitumständen über Monate hinzog, mehr als 600.000 Menschen aus den östlich der Oder gelegenen Teilen der Ex-Provinz Brandenburg ihre Heimat verlassen mussten. Die westlich der Oder-Neiße-Linie gelegenen Gebiete der Provinz wurden Teil der Sowjetischen Besatzungszone. Sie wurden am 4. Juni 1945 als Provinz Mark Brandenburg bestätigt.

## Sowjetische Besatzungszone und Deutsche Demokratische Republik (1947–1990)

### Das erste Land Brandenburg (1947–1952)

Wappen des Landes Brandenburg von 1947 bis 1952

Am 6. Februar 1947 wurde auf dem Gebiet der Provinz das Land Brandenburg als Gliedstaat der zukünftigen Deutschen Demokratischen Republik (DDR) errichtet. Bis zur Gründung der DDR im Jahr 1949 bildete es einen Teil der Sowjetischen Besatzungszone (SBZ) im Nachkriegsdeutschland. Der Freistaat Preußen wurde kurz darauf am 25. Februar 1947 durch das Kontrollratsgesetz Nr. 46 aufgelöst.

### Bezirke (1952–1990)

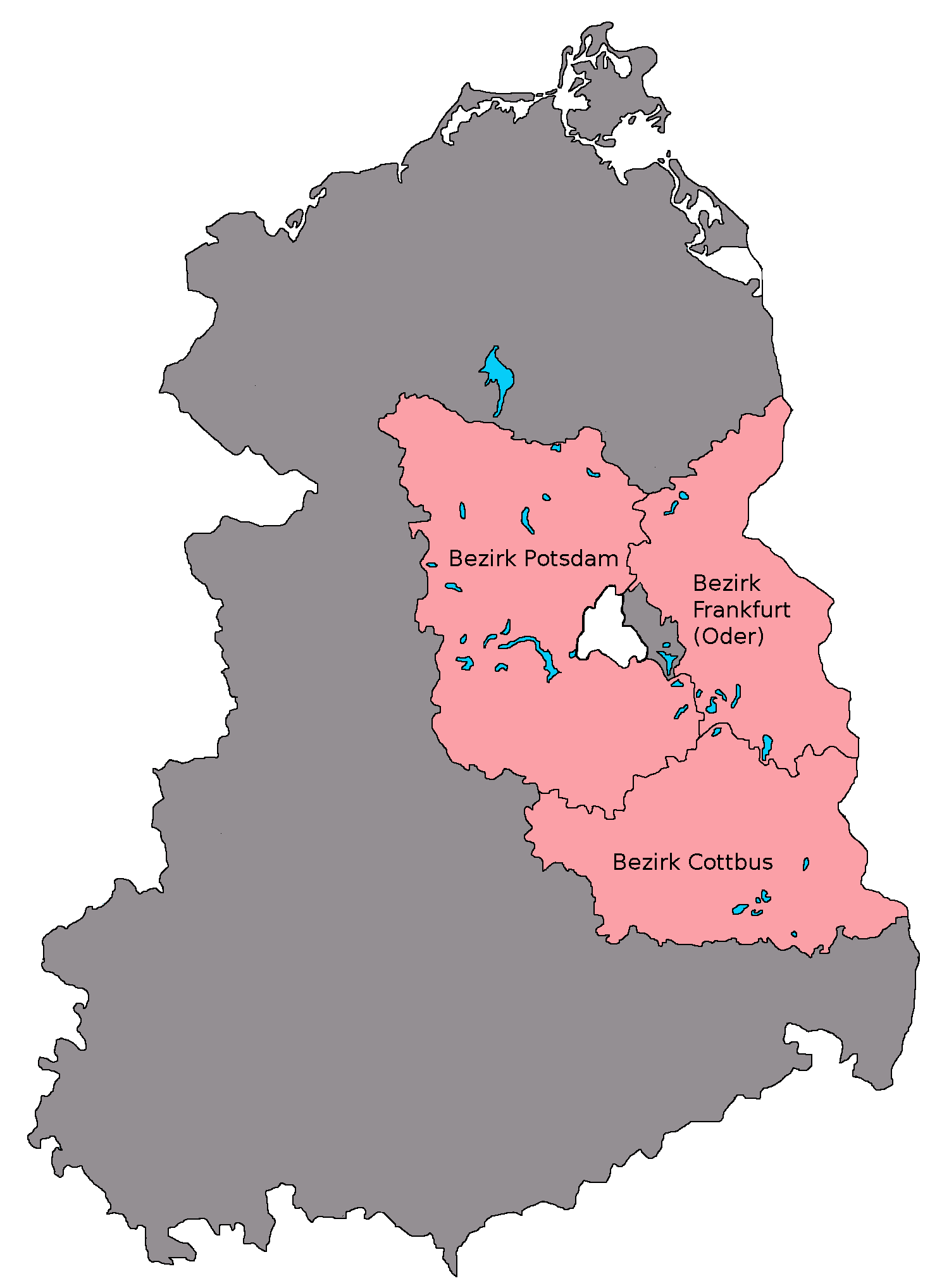
Lage der drei Bezirke in der DDR

Mit der Verwaltungsreform von 1952 in der DDR wurde das Land Brandenburg faktisch aufgelöst und auf die neuen Bezirke Cottbus, Frankfurt (Oder) und Potsdam sowie teilweise Neubrandenburg und Schwerin aufgeteilt. Diese Bezirke existierten bis zur Neubildung der Länder in der DDR im Jahre 1990. In den drei Bezirken bestand das Verwaltungssystem aus 38 Kreisen, 6 kreisfreien Städten und fast 8.000 Gemeinden.
Als Herzland der DDR war Brandenburg wie in den Jahren zuvor auch weiterhin von der Entwicklung im Gesamtstaat unmittelbar betroffen, im Guten und auch im Bösen. Ab 1945 wurde auch in Brandenburg eine Bodenreform durchgeführt, die die Besitzverhältnisse auf dem Land grundlegend änderten. Dabei wurden alle landwirtschaftlichen Betriebe über 100 Hektar entschädigungslos enteignet. In Brandenburg machten dies etwa 30 % der Nutzfläche aus. Bald danach aber von 1949 bis 1954 folgte die Kollektivierungsphase, die 1960 mit der Vollkollektivierung der Landwirtschaft (LPG) endete.
Im Mai 1953 erfolgte eine Erhöhung der Arbeitsnorm in den Volkseigenen Betrieben, die landesweit für Unzufriedenheit und Aufruhr sorgte. Dem Streik und Protestmarsch der Ostberliner Bauarbeiter am 16. Juni 1953 folgten am nächsten Tag, am 17. Juni 1953 auch viele Beschäftigte in brandenburgischen Städten. In Brandenburg an der Havel demonstrierten 13.000 Arbeiter aus zwölf Betrieben, in Teltow 9.000 Arbeiter aus drei Großunternehmen, in Potsdam mindestens 5.000 Angehörige von mehreren VEB-Fabriken. Auch in Cottbus, Frankfurt (Oder), im Optikzentrum Rathenow, Ludwigsfelde und Premnitz wurde gestreikt und demonstriert. Besonders betroffen war die Mark vom Bau der Mauer am 13. August 1961, die die gewachsenen natürlichen Verbindungen zum Westteil der Stadt Berlin unterbrach.

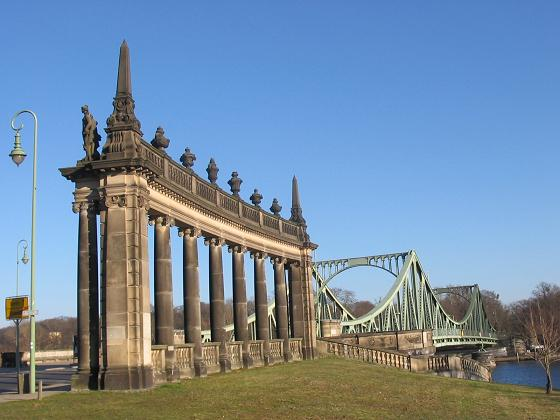
Die Glienicker Brücke – Symbol der Teilung und Wiedervereinigung in Brandenburg

Wirtschaftlich veränderten sich die traditionell agrarisch geprägten Gebiete der einstigen Mark in den 40 Jahren der DDR grundlegend. So entstanden unter anderen das Niederlausitzer Industriegebiet, Braunkohlekraftwerke zur Energieerzeugung mit einer gleichzeitigen Ausweitung der Braunkohleförderung südlich und östlich von Cottbus, wo sich 2/3 der Brennstoffproduktion der DDR befand. In Ludwigsfelde gab es eine bedeutende LKW-Produktion, in Teltow Elektroindustrie, in Schwedt/Oder Erdöl- und Papierindustrie, in Brandenburg/Havel und Eisenhüttenstadt Stahlindustrie, in Wildau Schwermaschinenbau, in Rathenow (seit 1801) optische Industrie in Wittstock/Dosse und Premnitz Textilindustrie. Die Medien der DDR berichteten über diese Fortschritte nur in Superlativen, wobei die Belastung der Bewohner und der Umwelt der Braunkohlezentren durch die Umweltverschmutzung geschönt oder ganz verschwiegen wurde.
Nachdem im Zuge der friedlichen Revolution am 9. November 1989 die Grenze zwischen Ost- und West-Berlin geöffnet worden war, wurden am nächsten Tag, am 10. November, die ersten Grenzübergänge zwischen West-Berlin und dem Umland freigegeben. Daraufhin setzte ein Massenansturm der Brandenburger über die Glienicker Brücke am Rande Potsdams und den Kirchhainer Damm im Süden Berlins ein. Dabei kam es zu erschütternden Szenen der Verbrüderung und des Wiedersehens, es gab Jubel und Tränen der Freude. In der Folge setzte auch in Brandenburg der demokratische Umgestaltungsprozess ein.

## Brandenburg nach der deutschen Wiedervereinigung (seit 1990)

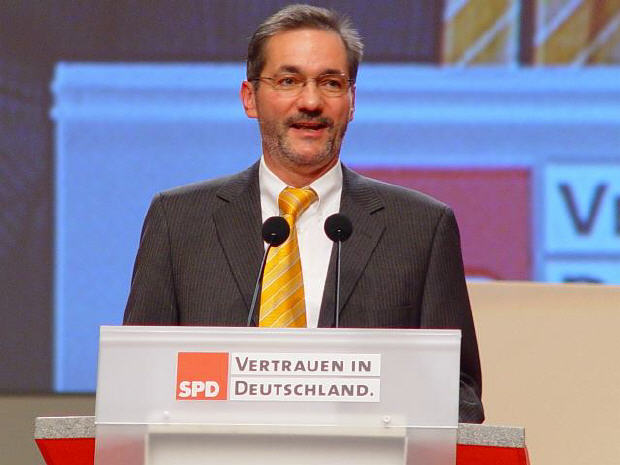
Matthias Platzeck, Ministerpräsident des Landes Brandenburg von 2002 bis 2013

Am 3. Oktober 1990 wurde mit der Deutschen Wiedervereinigung das Land Brandenburg als Gliedstaat der Bundesrepublik Deutschland errichtet. Hauptstadt wurde Potsdam. Mit einem Anteil von 26,8 % der Landesfläche der ehemaligen DDR, umgerechnet 29.059 km², ist es das größte neue Bundesland.
In den am 14. Oktober 1990 stattfindenden ersten freien Landtagswahlen in Brandenburg ging die SPD, die mit Manfred Stolpe den ersten Ministerpräsidenten stellte, als Sieger hervor. Die ersten Jahre nach der Wiedervereinigung standen im Zeichen des Umbruchs und Aufbaus des Landes. Dieser Prozess wurde besonders in den Anfangsjahren durch westdeutsche Aufbauhilfe, so besonders durch das Land Nordrhein-Westfalen, mit dem Brandenburg heute enge freundschaftliche Beziehungen verbindet, unterstützt.
So wurde eine neue Verfassung des Landes Brandenburg verabschiedet und am 14. Juni 1992 durch Volksentscheid angenommen. Es folgten außerdem die Schaffung neuer Verwaltungsstrukturen. 1996 fand eine Volksabstimmung über einen Staatsvertrag zur Fusion von Brandenburg mit Berlin statt, die jedoch scheiterte. Einige industrielle Kerne Brandenburgs konnten, nach erfolgter Privatisierung und Modernisierung, gesichert werden. Auch die Infrastruktur Brandenburgs wurde seit 1990 grundlegend erneuert. Dennoch blieben die Probleme besonders zwischen dem berlinnahen und berlinfernen Raum, hinsichtlich der Strukturdefizite, Entwicklungschancen und dem demographischen Wandel auch in den ersten 19 Jahren seit der Wiedervereinigung offensichtlich.